# 9 Dywizja Polowa Luftwaffe
9 Dywizja Polowa Luftwaffe (niem. 9 Luftwaffe Feld Division) – utworzona na terenie Niemiec w październiku 1942 z Flieger-Regiment 62. W listopadzie 1943 roku została przemianowana (jak wszystkie dywizje polowe Luftwaffe) na 9 Feld Division (L) i przydzielona do wojsk lądowych.
W grudniu 1943 dywizja ta została przydzielona do 18. Armii działającej w ramach  Grupy Armii Północ i brała udział w walkach pod Leningradem i Oranienbaumem. W styczniu 1944 została rozbita podczas radzieckiej ofensywy leningradzko-nowogrodzkiej i rozwiązana. Jej pozostałości zostały wchłonięte przez 61., 225. i 227. Dywizję Piechoty.

## Skład bojowy dywizji
1942
- I-IV bataliony strzelców polowych
- 9 polowy batalion artylerii Luftwaffe
- 9 polowa kompania cyklistów Luftwaffe
- 9 polowy batalion przeciwpancerny Luftwaffe
- 9 polowa kompania inżynieryjna Luftwaffe
- 9 polowy batalion artylerii przeciwlotniczej Luftwaffe
- 9 polowe dywizyjne oddziały zaopatrzeniowe Luftwaffe

1944
- 17 polowy pułk strzelców (L) (Jäger-Regiment 19 (L))
- 18 polowy pułk strzelców (L) (Jäger-Regiment 20 (L))
- 9 polowy pułk artylerii (L) (Artillerie-Regiment 10 (L))
- 9 polowy batalion przeciwlotniczy (L)
- 9 batalion przeciwpancerny (L)
- 9 polowy batalion inżynieryjny (L)
- 9 polowa kompania fizylierów (L)
- 9 polowa kompania łączności (L)
- 9 polowe dywizyjne oddziały zaopatrzeniowe (L)

## Dowódcy dywizji
- Generalmajor Luftwaffe Hans Erdmann (od 8 października 1942)
- Generalmajor Luftwaffe Anton-Karl Longin (wrzesień 1943)
- Generalleutnant Paul Winter (od 5 listopada 1943)
- Oberst Ernst Michael (od 25 listopada 1943, poległ 22 stycznia 1944)
- Oberst Heinrich Geerkens (od 22 stycznia 1944, poległ 24 stycznia 1944)